# Арбоархітектура

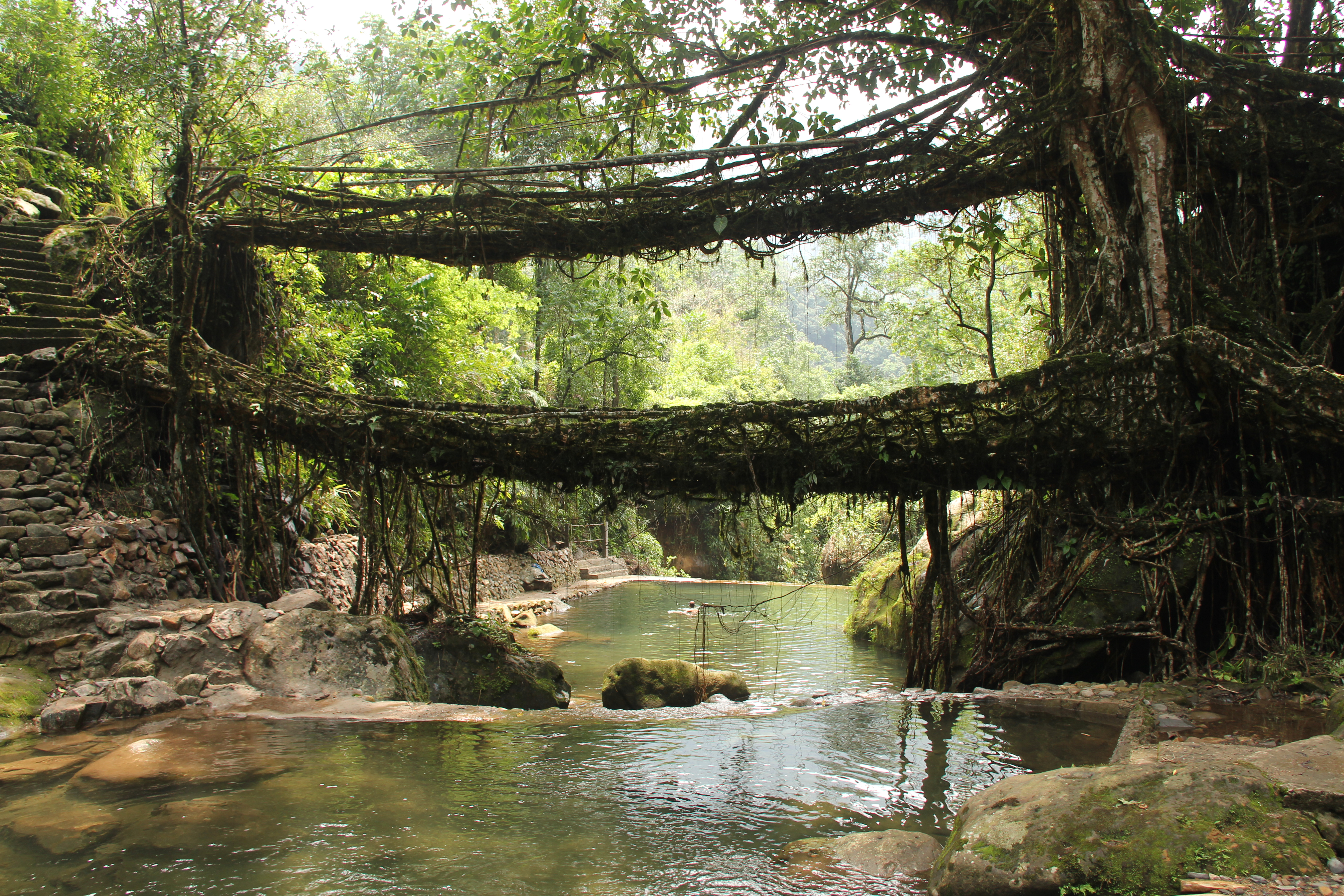
Двоярусний міст із живих коренів дерев у селі Нонгріат, штат Мегхалая, Індія

Арбоархітектура (лат. arbor — дерево), або Ботанічна архітектура — напрям в архітектурі, що пропонує використовувати живі рослини як основу будівельних конструкцій.

## Історія
На північному сході Індії паростки коренів каучукового дерева використовують для створення мостів. Коли вони доростають до другого берега річки, люди дозволяють їм укоренитися в ґрунті. Через 10—15 років виходить міцний природний міст. Такі мости витримують вагу до 50 осіб.

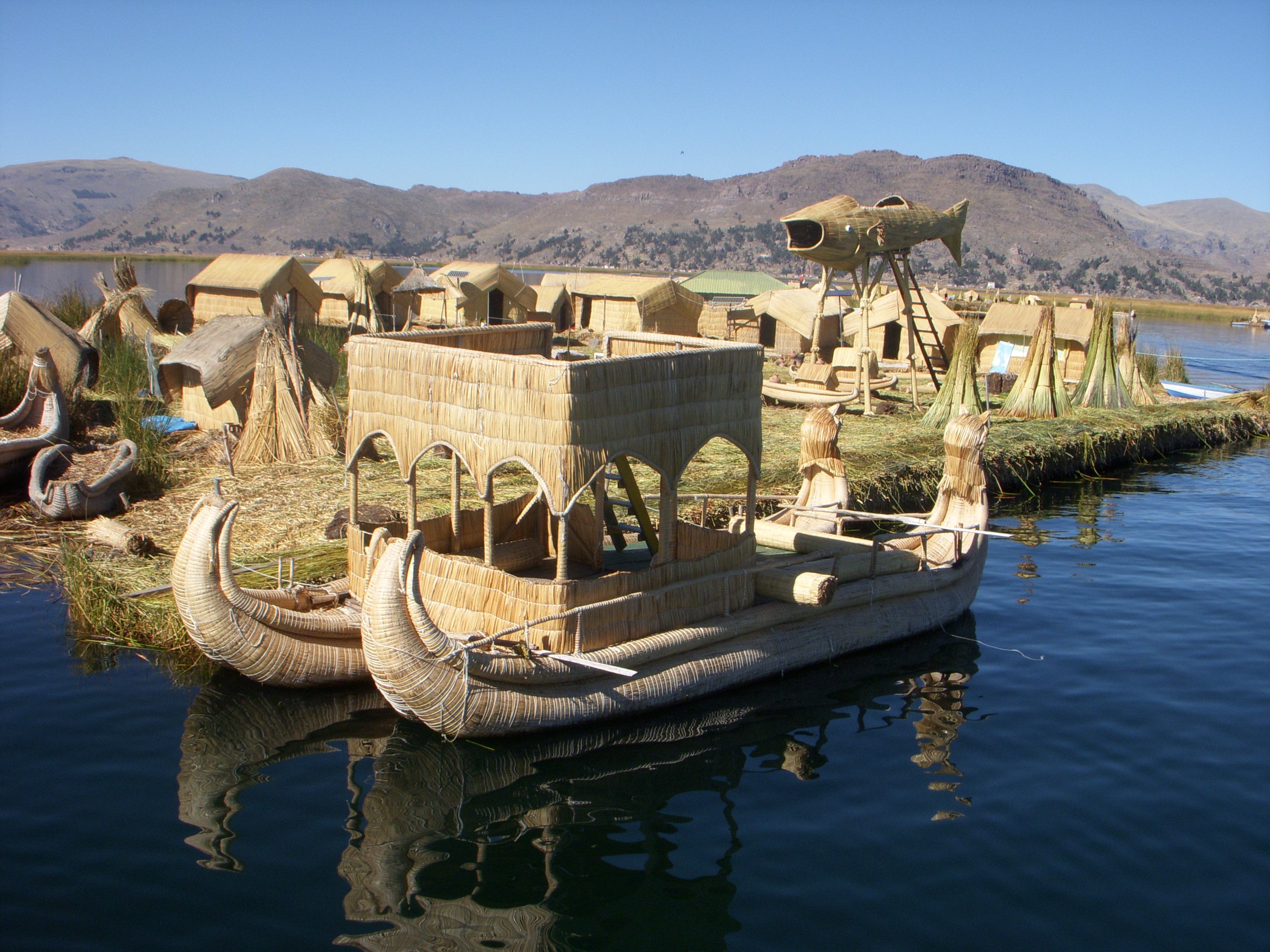
Плавучий острів племені уру

В Японії через ущелини «будували» підвісні мости з виноградної лози. Дві лози, що зростали на протилежних боках ущелини, росли вільно, поки не ставали досить довгими, щоб їх можна було зв'язати між собою. Потім з них плели міст. Вважається, що такі мости почали будувати в XII столітті. Подекуди такі мости збереглися донині.
Люди племені уру живуть на озері Тітікака. Свої човни і житла вони будують з очерету. Плавучі острови, на яких живе плем'я, утворені з живого очерету. За необхідності, їх можна пересунути на інше місце. Плем'я уру живе на своїх островах понад 500 років.
Природні порожнини в стовбурах дерев використовуються як житло в усьому світі з давніх часів аж донині. Яскравим прикладом цього є бар у баобабі. Однак ця практика зі зрозумілих причин має обмежений характер.

## Сучасність
Для зведення будівлі використовують швидкорослі породи дерев (верба, тополя). Саджанці садять у діжках по периметру кожного поверху, крім першого, на якому саджанці висаджують просто в ґрунт. Нахиляючи саджанці в потрібний бік і скріплюючи їх, отримують решітку, яка становить основу несної конструкції майбутньої будівлі. Використовуючи щеплення, дерева з'єднують у єдиний живий організм. Для додання будівлі бажаної форми використовують будівельні риштування з металевих труб. Щоб уникнути загибелі рослин, їх зростання потрібно ретельно контролювати.
Через наявність несного каркаса стовбури виходять слабкими. Тому для їх зміцнення створюється керована комп'ютером система лебідок і противаг, яка періодично створює знакозмінні навантаження. Після закінчення будівництва каркас розбирають.
Плюсами арбоархітектури є екологічність «будівництва» і самих будівель, висока стійкість живого дерева до гниття, природна декоративність, низька вартість матеріалів, серед мінусів — значна тривалість процесу, специфічність використовуваних технологій і обмежені можливості їх застосування. Попри це, цей підхід розвивається і набуває все нових прихильників.
На таке «будівництво» не потрібно отримувати дозволів. Тому спонтанні посадки зелених будівель стали дуже популярними в Німеччині. За кілька років у цій країні зведено понад 10 000 рослинних конструкцій.